# AFC Champions League 2004
Die zweite Saison der AFC Champions League wurde in der Zeit vom 10. Februar bis zum 1. Dezember 2004 ausgetragen. Im Gegensatz zu der ersten Saison fanden hierbei einige Veränderungen statt:
- Von nun an waren nur noch die 14 am höchsten entwickelten Verbände Asiens zur Teilnahme zugelassen, die restlichen Mannschaften spielten entweder um den AFC Cup oder den AFC President’s Cup
- Die Qualifikationsphase wurde abgeschafft, stattdessen spielen die 28 Meister und Pokalsieger der einzelnen Verbände direkt in der Gruppenphase
- Der Titelverteidiger Al-Ain war automatisch für die K.-o.-Runde qualifiziert.

## Gruppenphase
Freilos:  Al Ain Club

### Gruppe A
| Pl. | Verein             | Sp. | S | U | N | Tore    | Diff. | Punkte |
| --- | ------------------ | --- | - | - | - | ------- | ----- | ------ |
| 1.  | Paxtakor Taschkent | 3   | 2 | 1 | 0 | 003:100 | +2    | 05:10  |
| 2.  | Zob Ahan Isfahan   | 4   | 1 | 2 | 1 | 004:500 | −1    | 04:40  |
| 3.  | Qatar Sports Club  | 4   | 0 | 1 | 3 | 004:000 | +4    | 01:70  |
| 4.  | Bahrain Riffa Club | 0   | 0 | 0 | 0 | 000:000 | ±0    | 0:0    |

### Gruppe B
| Pl. | Verein            | Sp. | S | U | N | Tore    | Diff. | Punkte |
| --- | ----------------- | --- | - | - | - | ------- | ----- | ------ |
| 1.  | Al Wahda          | 4   | 1 | 3 | 0 | 003:000 | +3    | 05:30  |
| 2.  | Al-Sadd           | 4   | 1 | 2 | 1 | 001:100 | ±0    | 04:40  |
| 3.  | Al-Quwa Al-Jawiya | 4   | 1 | 1 | 2 | 001:400 | −3    | 03:50  |
| 4.  | Al Qadsia Kuwait  | 0   | 0 | 0 | 0 | 000:000 | ±0    | 0:0    |

### Gruppe C
| Pl. | Verein        | Sp. | S | U | N | Tore    | Diff. | Punkte |
| --- | ------------- | --- | - | - | - | ------- | ----- | ------ |
| 1.  | Al-Schardscha | 4   | 3 | 1 | 0 | 010:400 | +6    | 07:10  |
| 2.  | Al Hilal      | 4   | 2 | 1 | 1 | 006:600 | ±0    | 05:30  |
| 3.  | Al Shurta     | 4   | 0 | 0 | 4 | 003:900 | −6    | 0:80   |

### Gruppe D
| Pl. | Verein           | Sp. | S | U | N | Tore    | Diff. | Punkte |
| --- | ---------------- | --- | - | - | - | ------- | ----- | ------ |
| 1.  | Al-Ittihad       | 6   | 4 | 1 | 1 | 014:400 | +10   | 09:30  |
| 2.  | Sepahan Isfahan  | 6   | 4 | 1 | 1 | 015:100 | +5    | 09:30  |
| 3.  | Al Arabi         | 6   | 2 | 2 | 2 | 008:100 | −2    | 06:60  |
| 4.  | Neftchi Farg'ona | 6   | 0 | 0 | 6 | 005:180 | −13   | 0:12   |

### Gruppe E
| Pl. | Verein                 | Sp. | S | U | N | Tore    | Diff. | Punkte |
| --- | ---------------------- | --- | - | - | - | ------- | ----- | ------ |
| 1.  | Jeonbuk Hyundai Motors | 6   | 4 | 0 | 2 | 014:500 | +9    | 08:40  |
| 2.  | Jubilo Iwata           | 6   | 4 | 0 | 2 | 014:110 | +3    | 08:40  |
| 3.  | Shanghai Shenhua       | 6   | 3 | 0 | 3 | 007:900 | −2    | 06:60  |
| 4.  | BEC Tero Sasana        | 6   | 1 | 0 | 5 | 006:160 | −10   | 02:10  |

### Gruppe F
| Pl. | Verein       | Sp. | S | U | N | Tore    | Diff. | Punkte |
| --- | ------------ | --- | - | - | - | ------- | ----- | ------ |
| 1.  | Dalian Shide | 6   | 5 | 0 | 1 | 011:500 | +6    | 10:20  |
| 2.  | Hoang Anh    | 6   | 2 | 1 | 3 | 010:100 | ±0    | 05:70  |
| 3.  | Krung Thai   | 6   | 2 | 1 | 3 | 008:110 | −3    | 05:70  |
| 4.  | PSM Makassar | 6   | 2 | 0 | 4 | 009:120 | −3    | 04:80  |

### Gruppe G
| Pl. | Verein                | Sp. | S | U | N | Tore    | Diff. | Punkte |
| --- | --------------------- | --- | - | - | - | ------- | ----- | ------ |
| 1.  | Seongnam Ilhwa Chunma | 6   | 5 | 0 | 1 | 024:400 | +20   | 10:20  |
| 2.  | Marinos               | 6   | 5 | 0 | 1 | 019:300 | +16   | 10:20  |
| 3.  | Persik Kediri         | 6   | 1 | 1 | 4 | 005:270 | −22   | 03:90  |
| 4.  | Pisico Bình Định      | 6   | 0 | 1 | 5 | 003:170 | −14   | 01:11  |

## Viertelfinale
|                       | Gesamt |                        | Hinspiel | Rückspiel |
| --------------------- | ------ | ---------------------- | -------- | --------- |
| Al Ain Club           | 1:5    | Jeonbuk Hyundai Motors | 0:1      | 1:4       |
| Dalian Shide          | 1:2    | Al-Ittihad             | 1:1      | 0:1       |
| Seongnam Ilhwa Chunma | 8:5    | Al-Schardscha          | 6:0      | 2:5       |
| Al Wahda              | 1:5    | Paxtakor Taschkent     | 1:1      | 0:4       |

Nach dem Viertelfinale waren nun plötzlich die Mannschaften aus den Emiraten aus dem Wettbewerb verschwunden und nur der saudische Traditionsklub Al-Ittihad vertrat die arabische Welt gegen eine vermeintliche koreanische Übermacht. Pakhtakor aus Taschkent zog erneut als krasser Außenseiter ins Halbfinale ein.

## Halbfinale
|                       | Gesamt |                        | Hinspiel | Rückspiel |
| --------------------- | ------ | ---------------------- | -------- | --------- |
| Al-Ittihad            | 4:3    | Jeonbuk Hyundai Motors | 2:1      | 2:2       |
| Seongnam Ilhwa Chunma | 2:0    | Paxtakor Taschkent     | 0:0      | 2:0       |

Al-Ittihad zerstörte in der 88. Spielminute des Halbfinal-Rückspiels gegen Chonbuk (das zwischenzeitlich durch den ehemaligen deutschen Nationalspieler Paulo Rink 2:1 in Führung gegangen war) alle Träume von einem rein koreanischen Finale. Somit trafen in den Endspielen am 24. November und 1. Dezember 2004 (in Dschidda und Seongnam) zwei Vereine aufeinander, die bereits beide jeweils einen Asienpokal in ihrer Vitrine hatten:

## Finale
|            | Gesamt |                       | Hinspiel | Rückspiel |
| ---------- | ------ | --------------------- | -------- | --------- |
| Al-Ittihad | 6:3    | Seongnam Ilhwa Chunma | 1:3      | 5:0       |

Überraschenderweise gelang es Al-Ittihad, die ungünstige Heimniederlage im Hinspiel wettzumachen und den Pokal in Arabien zu halten.